# Qūsh Tappeh (ort)
Qūsh Tappeh (persiska: قوچ تَپِّه, قوش تَپِّه, قوش تپّه, Qūch Tappeh) är en ort i Iran.   Den ligger i provinsen Hamadan, i den nordvästra delen av landet, 300 km väster om huvudstaden Teheran. Qūsh Tappeh ligger 1 808 meter över havet och antalet invånare är 411.
Terrängen runt Qūsh Tappeh är kuperad åt sydost, men åt nordväst är den platt.Runt Qūsh Tappeh är det ganska tätbefolkat, med 80 invånare per kvadratkilometer. Närmaste större samhälle är Asadābād, 18,1 km sydost om Qūsh Tappeh. Trakten runt Qūsh Tappeh består i huvudsak av gräsmarker.